# Alex Waltz
Pour les articles homonymes, voir Waltz.
Alexis Vésigot-Wahl, dit Alex Waltz, est un acteur et auteur dramatique français né le 11 janvier 1965 à Paris.

## Biographie
Après avoir exercé différents métiers, Alex Waltz se consacre à la comédie en 1995, à l'âge de 30 ans. Il fait ses premières armes à la télévision en jouant dans des sketchs en caméra cachée, notamment pour les émissions des animateurs Patrick Sébastien et Fabrice. En 1996, il obtient son premier rôle dans la série Les Cordier, juge et flic, dans laquelle il jouera deux saisons (4e et 5e saisons). Acteur mineur de télévision, il apparaît dans de nombreuses séries policières, le plus souvent dans des rôles secondaires.
On a pu le voir également dans des publicités (SNCF, McDonald's). La pièce Des Poissons dans les arbres,(dont il est l'auteur sous son nom patronymique, Alexis Vésigot-Wahl) remporte en 2012 un succès critique et reste huit mois à l'affiche, à Paris, au Théâtre Essaïon. Parallèlement à son métier de comédien, il exerce une activité de coach et dispense des cours de formation à l'expression en public.

### Vie privée
Il a deux enfants, Jules et Niels, nés respectivement en 2000 et 2004.

## Filmographie

### Cinéma
- 1997 : La Cible de Pierre Courrège
- 2007 : Bluesbreaker de Dominique Brenguier
- 2007 : Chrysalis de Julien Leclercq

### Télévision
- 1996-1997 : Les Cordier, juge et flic
- 1998 : PJ (saison 3) : non crédité
- 1999 : Décollage immédiat (mini-série) d'Aline Issermann
- 2000 : Victoire ou la Douleur des femmes de Nadine Trintignant
- 2000 : Divorce (série télévisée) d'Olivier Guignard
- 2001 : Docteur Claire Bellac (épisode 1)
- 2000-2001 : Un homme en colère (série télévisée)
- 1999-2001 : Brigade spéciale (série télévisée)
- 2002 : L'Héritière de Bernard Rapp
- 2002 : Police District (série télévisée) : non crédité
- 2004 : Julie Lescaut (série télévisée)
- 2005 : Marc Eliot (série télévisée)
- 2006 : Hubert et le Chien de Laurence Katrian : non crédité
- 2006 : Julie Lescaut (série télévisée) : crédité sous son nom patronymique
- 2006 : Joséphine, ange gardien (série télévisée)
- 2007 : Marie-Humbert, l'amour d'une mère de Marc Angelo
- 2007-2009 : Diane, femme flic (série télévisée)
- 2009 : La Belle Vie de Virginie Wagon
- 2013 : Boulevard du Palais (série télévisée)
- 2013 : Dernier Recours (série télévisée)
- 2013 : Julie Lescaut (série télévisée, saison 22)
- 2014 : Ce soir je vais tuer l'assassin de mon fils de Pierre Aknine

## Théâtre, pièce notoires

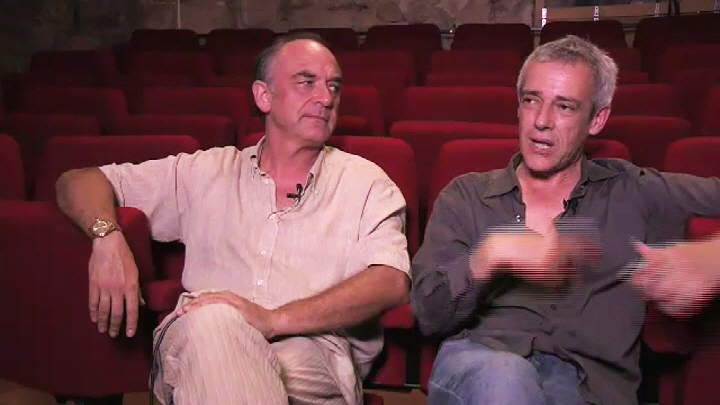
Alex Waltz et Pascal Aubert en interview pour la pièce Des Poissons dans les arbres (2012)

- 2005 : Indécence Blues, de Gérard Renault[6], mise en scène Stéphane Bouby
- 2011-2013 : Ladies Night[7], d'Anthony Mc Carten, Stephen Sinclair et Jacques Collard, mise en scène Guylaine Laliberté[8]
- 2012-2014 : Des poissons dans les arbres[9],[10],[11],[12],[3], d'Alexis Vésigot-Wahl[13], mise en scène de l'auteur.